# My Love: Essential Collection
My Love: Essential Collection – kompilacja największych przebojów Céline Dion, wydana 24 października 2008 w Europie, 27 października 2008 w Australii oraz 28 października 2008 w Stanach Zjednoczonych. Składanka nie została wydana w Japonii ze względu na fakt, że na początku 2008 roku wydano tam już osobną kompilację przebojów artystki zatytułowaną Complete Best.
Album został wydany w dwóch wersjach: jednopłytowej zatytułowanej My Love: Essential Collection oraz dwupłytowej zatytułowanej My Love: Ultimate Essential Collection zawierającej dwa niewydane wcześniej utwory There Comes a Time oraz Dance With My Father, nową wersję ballady My Love pierwotnie umieszczonej na albumie Taking Chances a także kompozycję I Knew I Loved You dostępną wcześniej jedynie na albumie We All Love Ennio Morricone.

## Lista utworów

### My Love: Essential Collection

#### Ameryka Północna/Azja
1. „Where Does My Heart Beat Now” (Robert White Johnson, Taylor Rhodes) – 4:33
2. „Beauty and the Beast” (with Peabo Bryson) (Alan Menken, Howard Ashman) – 4:04
3. „If You Asked Me To” (Diane Warren) – 3:55
4. „The Power of Love” (Gunther Mende, Candy DeRouge, Jennifer Rush, Mary Susan Applegate) – 4:49
5. „My Love” (live version) (Linda Perry) – 5:04
6. „Because You Loved Me” (Warren) – 4:35
7. „The Power of the Dream” (Linda Thompson, David Foster, Babyface) – 4:30
8. „It's All Coming Back to Me Now” (Jim Steinman) – 7:37
9. „All by Myself” (Eric Carmen, Sergei Rachmaninoff) – 5:08
10. „My Heart Will Go On” (James Horner, Will Jennings) – 4:41
11. „I’m Your Angel” (with R. Kelly) (R. Kelly) – 5:31
12. „That’s the Way It Is” (Kristian Lundin, Max Martin, Andreas Carlsson) – 4:03
13. „A New Day Has Come” (radio remix) (Aldo Nova, Stephan Moccio) – 4:23
14. „I’m Alive” (Lundin, Carlsson) – 3:30
15. „I Drove All Night” (Billy Steinberg, Tom Kelly) – 4:00
16. „Taking Chances” (Kara DioGuardi, Dave Stewart) – 4:07
17. „There Comes a Time” (Jörgen Elofsson, Elizabeth Rodrigues) – 4:03

#### Europa
1. „My Heart Will Go On” (Horner, Jennings) – 4:41
2. „Think Twice” (Andy Hill, Peter Sinfield) – 4:48
3. „It's All Coming Back to Me Now” (Steinman) – 5:20
4. „A New Day Has Come” (radio remix) (Nova, Moccio) – 4:23
5. „My Love” (live version) (Perry) – 5:04
6. „Taking Chances” (DioGuardi, Stewart) – 4:07
7. „That’s the Way It Is” (Lundin, Martin, Carlsson) – 4:03
8. „The Power of Love” (Mende, DeRouge, Rush, Applegate) – 4:49
9. „Because You Loved Me” (Warren) – 4:35
10. „Tell Him” (with Barbra Streisand) (Thompson, Walter Afanasieff, Foster) – 4:51
11. „Falling into You” (Steinberg, Rick Nowels, Marie-Claire D'Ubaldo) – 4:18
12. „I Drove All Night” (Steinberg, Kelly) – 4:00
13. „I’m Alive” (Lundin, Carlsson) – 3:30
14. „All by Myself” (Carmen, Rachmaninoff) – 4:00
15. „Alone” (Steinberg,  Kelly) – 3:23
16. „Immortality” (featuring the Bee Gees) (Barry Gibb, Robin Gibb, Maurice Gibb) – 4:12
17. „Beauty and the Beast” (with Peabo Bryson) (Menken, Ashman) – 4:04
18. „There Comes a Time” (Elofsson, Rodrigues) – 4:03

#### Francja
1. „The Power of Love” (Mende, DeRouge, Rush, Applegate) – 4:49
2. „Falling into You” (Steinberg, Nowels, D'Ubaldo) – 4:18
3. „Because You Loved Me” (Warren) – 4:35
4. „It's All Coming Back to Me Now” (Steinman) – 7:37
5. „My Love” (live version) (Perry) – 5:04
6. „All by Myself” (Carmen, Rachmaninoff) – 5:08
7. „Tell Him” (with Barbra Streisand) (Thompson, Afanasieff, Foster) – 4:51
8. „My Heart Will Go On” (Horner, Jennings) – 4:41
9. „Immortality” (featuring the Bee Gees) (B. Gibb, R. Gibb, M. Gibb) – 4:12
10. „That’s the Way It Is” (Lundin, Martin, Carlsson) – 4:03
11. „A New Day Has Come” (radio remix) (Nova, Moccio) – 4:23
12. „I’m Alive” (Lundin, Carlsson) – 3:30
13. „Ten Days” (Nova, Maxime Le Forestier, Gérald de Palmas) – 3:37
14. „I Drove All Night” (Steinberg, Kelly) – 4:00
15. „Taking Chances” (DioGuardi, Stewart) – 4:07
16. „There Comes a Time” (Elofsson, Rodrigues) – 4:03
17. „One Heart” (John Shanks, DioGuardi) – 3:24

### My Love: Ultimate Essential Collection

#### Ameryka Północna/Australia/Azja
- CD1

1. „Where Does My Heart Beat Now” (Johnson, Rhodes) – 4:33
2. „Beauty and the Beast” (with Peabo Bryson) (Menken, Ashman) – 4:04
3. „If You Asked Me To” (Warren) – 3:55
4. „Love Can Move Mountains” (Warren) – 4:01
5. „My Love” (live version) (Perry) – 5:04
6. „The Power of Love” (Mende, DeRouge, Rush, Applegate) – 4:49
7. „(You Make Me Feel Like) A Natural Woman” (Jerry Wexler, Gerry Goffin, Carole King) – 3:40
8. „Because You Loved Me” (Warren) – 4:35
9. „The Power of the Dream” (Thompson, Foster, Babyface) – 4:30
10. „It's All Coming Back to Me Now” (Steinman) – 7:37
11. „All by Myself” (Carmen, Rachmaninoff) – 5:08
12. „Pour que tu m'aimes encore” (Jean-Jacques Goldman) – 4:14
13. „Tell Him” (with Barbra Streisand) (Thompson, Afanasieff, Foster) – 4:51

- CD2

1. „My Heart Will Go On” (Horner, Jennings) – 4:41
2. „To Love You More” (Foster, Junior Miles) – 4:42
3. „River Deep, Mountain High” (Phil Spector, Jeff Barry, Ellie Greenwich) – 4:10
4. „I’m Your Angel” (with R. Kelly) (Kelly) – 5:31
5. „The Prayer” (with Andrea Bocelli) (Foster, Carole Bayer Sager, Alberto Testa, Tony Renis) – 4:29
6. „That’s the Way It Is” (Lundin, Martin, Carlsson) – 4:03
7. „A New Day Has Come” (radio remix) (Nova, Moccio) – 4:23
8. „I’m Alive” (Lundin, Carlsson) – 3:30
9. „I Drove All Night” (Steinberg, Kelly) – 4:00
10. „Taking Chances” (DioGuardi, Stewart) – 4:07
11. „There Comes a Time” (Elofsson, Rodrigues) – 4:03
12. „Dance with My Father” (Luther Vandross, Richard Marx) – 4:38
13. „I Knew I Loved You” (Ennio Morricone, Alan Bergman, Marilyn Bergman) – 4:31
14. „My Love” (radio version) (Perry) (hidden track) – 4:09

#### Europa
- CD1

1. „My Heart Will Go On” (Horner, Jennings) – 4:41
2. „Think Twice” (Hill, Sinfield) – 4:48
3. „It's All Coming Back to Me Now” (Steinman) – 5:20
4. „A New Day Has Come” (radio remix) (Nova, Moccio) – 4:23
5. „My Love” (live version) (Perry) – 5:04
6. „Taking Chances” (DioGuardi, Stewart) – 4:07
7. „That’s the Way It Is” (Lundin, Martin, Carlsson) – 4:03
8. „The Power of Love” (Mende, DeRouge, Rush, Applegate) – 4:49
9. „Because You Loved Me” (Warren) – 4:35
10. „Tell Him” (with Barbra Streisand) (Thompson, Afanasieff, Foster) – 4:51
11. „Falling into You” (Steinberg, Nowels, D'Ubaldo) – 4:18
12. „I Drove All Night” (Steinberg, Kelly) – 4:00
13. „I’m Alive” (Lundin, Carlsson) – 3:30
14. „All by Myself” (Carmen, Rachmaninoff) – 4:00
15. „Alone” (Steinberg, Kelly) – 3:23
16. „Immortality” (featuring the Bee Gees) (B. Gibb, R. Gibb, M. Gibb) – 4:12
17. „Beauty and the Beast” (with Peabo Bryson) (Menken, Ashman) – 4:04
18. „There Comes a Time” (Elofsson, Rodrigues) – 4:03

- CD2

1. „River Deep, Mountain High” (Spector, Barry, Greenwich) – 4:10
2. „One Heart” (Shanks, DioGuardi) – 3:24
3. „I’m Your Angel” (with R. Kelly) (Kelly) – 5:31
4. „Only One Road” (Peter Zizzo) – 4:49
5. „Pour que tu m'aimes encore” (Goldman) – 4:14
6. „You and I” (Nova, Jacques Duval) – 4:05
7. „To Love You More” (Foster, Miles) – 4:42
8. „Eyes on Me” (Lundin, Savan Kotecha, Delta Goodrem) – 3:53
9. „Have You Ever Been in Love” (Anders Bagge, Peer Astrom, Tom Nichols, Daryl Hall, Laila Bagge) – 4:08
10. „The Reason” (King, Mark Hudson, Greg Wells) – 5:01
11. „Seduces Me” (Dan Hill, John Sheard) – 3:46
12. „The First Time Ever I Saw Your Face” (Ewan MacColl) – 4:09
13. „Dance with My Father” (Vandross, Marx) – 4:38
14. „Misled” (Jimmy Bralower, Zizzo) – 3:30
15. „Love Can Move Mountains” (Warren) – 4:01
16. „Call the Man” (Hill, Sinfield) – 6:08
17. „Goodbye's (The Saddest Word)” (Robert Lange) – 5:19
18. „The Prayer” (with Andrea Bocelli) (Foster, Sager, Testa, Renis) – 4:29

- utwory bonusowe dostępne na iTunes

1. „My Heart Will Go On” (Tony Moran's anthem vocal) (Horner, Jennings) – 9:43
2. „That’s the Way It Is” (The Metro club remix) (Lundin, Martin, Carlsson) – 5:29
3. „I Drove All Night” (Hex Hector extended vocal import mix) (Steinberg, Kelly) – 7:55
4. „I Want You to Need Me” (Thunderpuss radio mix) (Warren) – 4.33
5. „Misled” (MK’s history remix) (Bralower, Zizzo) – 6:41

#### Francja
- CD1

1. „Where Does My Heart Beat Now” (Johnson, Rhodes) – 4:33
2. „Beauty and the Beast” (with Peabo Bryson) (Menken, Ashman) – 4:04
3. „If You Asked Me To” (Warren) – 3:55
4. „Love Can Move Mountains” (Warren) – 4:01
5. „My Love” (live version) (Perry) – 5:04
6. „The Power of Love” (Mende, DeRouge, Rush, Applegate) – 4:49
7. „Pour que tu m'aimes encore” (Goldman) – 4:14
8. „(You Make Me Feel Like) A Natural Woman” (Wexler, Goffin, King) – 3:40
9. „Because You Loved Me” (Warren) – 4:35
10. „Falling into You” (Steinberg, Nowels, D'Ubaldo) – 4:18
11. „The Power of the Dream” (Thompson, Foster, Babyface) – 4:30
12. „It's All Coming Back to Me Now” (Steinman) – 7:37
13. „All by Myself” (Carmen, Rachmaninoff) – 5:08
14. „River Deep, Mountain High” (Spector, Barry, Greenwich) – 4:10
15. „Tell Him” (with Barbra Streisand) (Thompson, Afanasieff, Foster) – 4:51

- CD2

1. „My Heart Will Go On” (Horner, Jennings) – 4:41
2. „To Love You More” (Foster, Junior Miles) – 4:42
3. „Immortality” (featuring the Bee Gees) (B. Gibb, R. Gibb, M. Gibb) – 4:12
4. „I’m Your Angel” (with R. Kelly) (Kelly) – 5:31
5. „The Prayer” (with Andrea Bocelli) (Foster, Sager, Testa, Renis) – 4:29
6. „That’s the Way It Is” (Lundin, Martin, Carlsson) – 4:03
7. „A New Day Has Come” (radio remix) (Nova, Moccio) – 4:23
8. „I’m Alive” (Lundin, Carlsson) – 3:30
9. „Ten Days” (Nova, Forestier, Palmas) – 3:37
10. „I Drove All Night” (Steinberg, Kelly) – 4:00
11. „One Heart” (Shanks, DioGuardi) – 3:24
12. „Taking Chances” (DioGuardi, Stewart) – 4:07
13. „There Comes a Time” (Elofsson, Rodrigues) – 4:03
14. „Dance with My Father” (Vandross, Marx) – 4:38
15. „I Knew I Loved You” (Morricone, A. Bergman, M. Bergman) – 4:31

## Certyfikaty i sprzedaż
| Kraj              | Certyfikat         | Sprzedaż | Najwyższa pozycja |
| ----------------- | ------------------ | -------- | ----------------- |
| Australia         | -                  | 12 500   | 24                |
| Austria           | -                  | -        | 37                |
| Belgia (Flandria) | platynowa płyta    | 30 000   | 1                 |
| Belgia (Walonia)  | platynowa płyta    | 30 000   | 3                 |
| Brazylia          | -                  | 50 500   | -                 |
| Dania             | -                  | 27 000   | 4                 |
| Europa            | -                  | 800 000  | 6                 |
| Finlandia         | -                  | 18 000   | 11                |
| Francja           | -                  | 50 000   | 1(2)              |
| Holandia          | złota płyta        | 64 000   | 1(2)              |
| Irlandia          | 2x platynowa płyta | 37 000   | 1                 |
| Kanada            | 2x platynowa płyta | 160 000  | 2                 |
| Meksyk            | złota płyta        | 45 000   | 9                 |
| Niemcy            | -                  | 20 000   | 24                |
| Nowa Zelandia     | złota płyta        | 7 500    | 10                |
| Polska            | -                  | -        | 24                |
| Portugalia        | -                  | 8 000    | 6(2)              |
| Stany Zjednoczone | -                  | 320 000  | 8                 |
| Szwajcaria        | -                  | 8 000    | 9                 |
| Węgry             | złota płyta        | 3 000    | 12                |
| Wielka Brytania   | platynowa płyta    | 455 000  | 5                 |
| Włochy            | -                  | 20 000   | 21                |